# Aiguebelle (település)
Aiguebelle korábbi község (település) Franciaországban, Savoie megyében. 2019. január 1-jén Randens községgel egyesült és Val-d’Arc új község része lett.
Lakosainak száma 1190 fő (2018. január 1.). Aiguebelle Argentine, Bourgneuf, Montgilbert, Montsapey, Randens és Saint-Georges-d'Hurtières községekkel határos.

## Népesség
A település népességének változása:
| Lakosok száma | 1149 | 1169 | 1197 | 1189 | 1190 |
|               | 2013 | 2015 | 2016 | 2017 | 2018 |